# Olaus Andreæ Dalekarlus
Olaus Andreæ Dalekarlus, född på 1570-talet i Orsa socken, död 7 september 1648 i Rättviks socken, var en svensk präst och riksdagsman.

## Biografi
Olaus Andreæ Dalekarlus var son till Andreas Nicolai Dalekarlus och bergsmannadottern Christina från Vibberboda. Olaus Andreæ gick i Västerås skola, där han hade bland andra Elof Terserus och Johannes Benedicti som lärare, och blev 1599 inskriven vid Uppsala universitet, fortsatte sina studier i Tyskland och tog där magistergraden. Tillbaka i Sverige fick han tjänst vid Västerås domkyrka och stiftets domkapitel och var sedan rektor och lektor i teologi vid Västerås skola. Vid faderns död begärde Rättviks socken honom till sin kyrkoherde 1614, vilket beviljades, och han blev 1618 prost över Österdalarna.
Olaus Andreæ var riksdagsman 1631.
Han var gift tre gånger. Första hustrun Margareta var dotter till biskop Erasmus Nicolai Arbogensis och var änka efter hans lärare Johannes Benedicti, andra hustrun Gudelina (Juliana) var dotter till Stephanus Olai Bellinus och tredje hustrun Emfred var dotter till Uno Troilus och Stormor i Dalom samt gifte som änka om sig med hans efterträdare Petrus Johannis Schottenius. Med sina tre hustrur fick han ett stort antal ättlingar.